# Duodecimala talsystemet
Duodecimala talsystemet eller tolvtalssystemet är ett talsystem med basen 12. Det behövs tolv siffror i duodecimalsystemet, 0–9 och tecken som representerar 10 och 11 (ofta A respektive B). För att påvisa att ett tal är skrivet i duodecimalsystemet kan man ha sänkt 12 efter talet, till exempel: 1012 = 1210.

## Rationella tal i duodecimal
En fördel med duodecimalsystemet jämfört med det vanliga decimalsystemet är att rationella tal oftare kan skrivas ut med ett ändligt antal decimalsiffror. Understrukna siffror är sekvenser som upprepar sig oändligt:
| Bråktal | Decimalsystemet | Duodecimalsystemet |
| ------- | --------------- | ------------------ |
| 1/2     | 0,5             | 0,6                |
| 1/3     | 0,3             | 0,4                |
| 1/4     | 0,25            | 0,3                |
| 1/5     | 0,2             | 0,2497             |
| 1/6     | 0,16            | 0,2                |
| 1/7     | 0,142857        | 0,186A35           |
| 1/8     | 0,125           | 0,16               |
| 1/9     | 0,1             | 0,14               |
| 1/10    | 0,1             | 0,12497            |
| 1/11    | 0,09            | 0,1                |
| 1/12    | 0,083           | 0,1                |

| 1  | 2  | 3  | 4  | 5  | 6  | 7  | 8  | 9  | A  | B  | 10  |
| -- | -- | -- | -- | -- | -- | -- | -- | -- | -- | -- | --- |
| 2  | 4  | 6  | 8  | A  | 10 | 12 | 14 | 16 | 18 | 1A | 20  |
| 3  | 6  | 9  | 10 | 13 | 16 | 19 | 20 | 23 | 26 | 29 | 30  |
| 4  | 8  | 10 | 14 | 18 | 20 | 24 | 28 | 30 | 34 | 38 | 40  |
| 5  | A  | 13 | 18 | 21 | 26 | 2B | 34 | 39 | 42 | 47 | 50  |
| 6  | 10 | 16 | 20 | 26 | 30 | 36 | 40 | 46 | 50 | 56 | 60  |
| 7  | 12 | 19 | 24 | 2B | 36 | 41 | 48 | 53 | 5A | 65 | 70  |
| 8  | 14 | 20 | 28 | 34 | 40 | 48 | 54 | 60 | 68 | 74 | 80  |
| 9  | 16 | 23 | 30 | 39 | 46 | 53 | 60 | 69 | 76 | 83 | 90  |
| A  | 18 | 26 | 34 | 42 | 50 | 5A | 68 | 76 | 84 | 92 | A0  |
| B  | 1A | 29 | 38 | 47 | 56 | 65 | 74 | 83 | 92 | A1 | B0  |
| 10 | 20 | 30 | 40 | 50 | 60 | 70 | 80 | 90 | A0 | B0 | 100 |

## Enheter relaterade till duodecimala talsystemet
- Dussin = 12
- Skock = 5 dussin = 3 tjog = 60
- Gross = 12 dussin = 144 = 10012
- Tum = 1/12 fot[1][2]
- Vinklar beskrivs ofta med grader och då räknar man oftast ett varv som 360° (12·30). Försök har gjorts att ändra standarden till 400° men aldrig fått något genomslag.
- Tid mäts traditionellt i multiplar av 12 snarare än 10. Det är till exempel 12·2 timmar på ett dygn och 12 månader på ett år.

## Omvandlare
| Bas | Namn                      | Tal | Tal | Tal | Tal | Tal | Tal | Tal | Tal | Tal  | Tal  | Tal  | Tal  | Tal  | Tal  | Tal  | Tal  | Tal   |
| --- | ------------------------- | --- | --- | --- | --- | --- | --- | --- | --- | ---- | ---- | ---- | ---- | ---- | ---- | ---- | ---- | ----- |
| 2   | Binära talsystemet        | 0   | 1   | 10  | 11  | 100 | 101 | 110 | 111 | 1000 | 1001 | 1010 | 1011 | 1100 | 1101 | 1110 | 1111 | 10000 |
| 3   | Ternära talsystemet       | 0   | 1   | 2   | 10  | 11  | 12  | 20  | 21  | 22   | 100  | 101  | 102  | 110  | 111  | 112  | 120  | 121   |
| 4   | Kvarternära talsystemet   | 0   | 1   | 2   | 3   | 10  | 11  | 12  | 13  | 20   | 21   | 22   | 23   | 30   | 31   | 32   | 33   | 100   |
| 5   | Kvinära talsystemet       | 0   | 1   | 2   | 3   | 4   | 10  | 11  | 12  | 13   | 14   | 20   | 21   | 22   | 23   | 24   | 30   | 31    |
| 6   | Senära talsystemet        | 0   | 1   | 2   | 3   | 4   | 5   | 10  | 11  | 12   | 13   | 14   | 15   | 20   | 21   | 22   | 23   | 24    |
| 7   | Septenära talsystemet     | 0   | 1   | 2   | 3   | 4   | 5   | 6   | 10  | 11   | 12   | 13   | 14   | 15   | 16   | 20   | 21   | 22    |
| 8   | Oktala talsystemet        | 0   | 1   | 2   | 3   | 4   | 5   | 6   | 7   | 10   | 11   | 12   | 13   | 14   | 15   | 16   | 17   | 20    |
| 9   | Nonära talsystemet        | 0   | 1   | 2   | 3   | 4   | 5   | 6   | 7   | 8    | 10   | 11   | 12   | 13   | 14   | 15   | 16   | 17    |
| 10  | Decimala talsystemet      | 0   | 1   | 2   | 3   | 4   | 5   | 6   | 7   | 8    | 9    | 10   | 11   | 12   | 13   | 14   | 15   | 16    |
| 11  | Undecimala talsystemet    | 0   | 1   | 2   | 3   | 4   | 5   | 6   | 7   | 8    | 9    | A    | 10   | 11   | 12   | 13   | 14   | 15    |
| 12  | Duodecimala talsystemet   | 0   | 1   | 2   | 3   | 4   | 5   | 6   | 7   | 8    | 9    | A    | B    | 10   | 11   | 12   | 13   | 14    |
| 13  | Tridecimala talsystemet   | 0   | 1   | 2   | 3   | 4   | 5   | 6   | 7   | 8    | 9    | A    | B    | C    | 10   | 11   | 12   | 13    |
| 14  | Tetradecimala talsystemet | 0   | 1   | 2   | 3   | 4   | 5   | 6   | 7   | 8    | 9    | A    | B    | C    | D    | 10   | 11   | 12    |
| 15  | Pentadecimala talsystemet | 0   | 1   | 2   | 3   | 4   | 5   | 6   | 7   | 8    | 9    | A    | B    | C    | D    | E    | 10   | 11    |
| 16  | Hexadecimala talsystemet  | 0   | 1   | 2   | 3   | 4   | 5   | 6   | 7   | 8    | 9    | A    | B    | C    | D    | E    | F    | 10    |

### Fotnoter
1. ↑  Sizes.com – Punkt (engelska)
2. ↑  Patroner.no – Gamla norska längdmått (norska)